# En chamade
Die aus dem Französischen stammende Bezeichnung en chamade (gelegentlich auch en Chamade geschrieben) steht für ein Orgelregister, bei dem  Zungenpfeifen rechtwinkelig zum Prospekt angeordnet sind bzw. horizontal aus dem Prospekt der Orgel ragen. Neben dem besonderen Aussehen haben Register der Ausführung en chamade den charakteristischen Vorteil, dass ihr Klang besonders kräftig und präsent ist, da sich die Schallwellen ungehindert von anderen Pfeifen oder dem Orgelgehäuse in den Raum ausbreiten können. In der Regel besitzen die Register aufschlagende Zungen.
Im 17. Jahrhundert bezeichnete eine Trompette en chamade eine besonders durchdringende Trompete, die in einer Schlacht zur Verständigung mit dem gegnerischen Kommandanten diente, um sich beispielsweise auf eine Waffenruhe oder Kapitulation zu einigen.
Horizontale Zungenregister tauchen bereits im 17. Jahrhundert in Spanien und im 18. Jahrhundert in Frankreich auf. Der Registername Chamade wurde möglicherweise als erstes von Walcker in der Orgel der Herderkirche in Weimar verwendet.
Register, die häufig en chamade gebaut werden, sind:
- Spanische Trompete (auch Chamade genannt; wird immer en chamade gebaut)
- Orlos als zylindrisches Horizontalregal
- Bajoncillo und entsprechende artverwandte Trompetenregister. Im spanischen Orgelbau wurde es im Bassbereich in 8′-Lage ausgeführt und im Diskant als Clarín bezeichnet.